# Mainz-Gustavsburg
Mainz-Gustavsburg (niem: Bahnhof Mainz-Gustavsburg) – stacja kolejowa w Ginsheim-Gustavsburg, w regionie Hesja, w Niemczech. Gustavsburg było dzielnicą Moguncji w okresie międzywojennym. Budynek dworca jest obiektem zabytkowym.
Według klasyfikacji Deutsche Bahn, stacja posiada kategorię 5.

## Historia
Stacja Gustavsburg została otwarta w 1888 roku jako Gustavsburg-Kostheim. Do tego roku istniał po wybudowaniu mostu Südbrücke w 1862, a więc przypadający koniec trasy Mainz–Gustavsburg w porcie Gustavsburg i planowanym uruchomieniem Rhein-Main-Bahn pomiędzy Mainspitze i Darmstadt na terytorium dzisiejszej stacji. Wybudowana i otwarta w 1888 roku stacja została zmieniona po włączeniu Gustavsburga do Moguncji w 1930 roku na Mainz-Gustavsburg. Właścicielem budynku i linii było Hessische Ludwigsbahn.

## Linie kolejowe
- Rhein-Main-Bahn
- Mainbahn